# Michaił Majlewski
Michaił Aleskandrowicz Majlewski, ros. Михаил Александрович Майлевский, (ur. 25 marca?/6 kwietnia 1830 w Moskwie, zm. po 1 stycznia?/14 stycznia 1917) – działacz państwowy Imperium Rosyjskiego, gubernator radomski, wicegubernator kielecki i siedlecki. Przed objęciem wysokich stanowisk w administracji przechodził karierę wojskową w Lejb-Gwardyjskim Pułku Huzarów Jego Wysokości oraz w Turkiestańskim Okręgu Wojskowym. Piastował też funkcje samorządowe w powiecie sierpuchowskim guberni moskiewskiej.

## Życiorys
Michaił Aleskandrowicz Majlewski 25 marca 1830 roku w Moskwie. Wywodził się z prawosławnej szlachty guberni moskiewskiej.
Ukończył Szkołę Podchorążych i Junkrów Kawalerii Gwardii. Jeszcze na 3 dni przed zakończeniem edukacji, 26 maja 1849 roku, został ze stopniem korneta przyjęty w poczet Lejb-Gwardyjskiego Pułku Huzarów Jego Wysokości. Brał udział w dławieniu powstania węgierskiego, zaś podczas wojny krymskiej stacjonował w stolicy w ramach garnizonu (od 24 marca do 5 września 1854 roku). Obejmował kolejno funkcje: adiutanta (pełniący obowiązki od 24 listopada 1855 roku, oficjalne przejęcie stanowiska 5 czerwca 1856 roku), dowódcy szwadronu (odpowiednie 12 października 1861 i 12 lutego 1862 roku) oraz dowódcy 1. Dywizjonu (od 5 listopada 1862 roku). Równolegle otrzymywał kolejne stopnie wojskowe: porucznika (XII ranga wojskowa 6 grudnia 1850 roku), sztabs-rotmistrza (X ranga, 30 sierpnia 1855 roku), rotmistrza (IX ranga, 12 kwietnia 1859 roku) oraz podpułkownika (VII ranga, 17 kwietnia 1862 roku). Karierę wojskową przerwał w związku z chorobą 9 stycznia 1864 roku.
W 1860 roku odziedziczył majątek w guberni moskiewskiej (630 dziesięcin przy wiosce Lipica w powiecie sierpuchowskim oraz tulskiej (28 dziesięcin).
Kolejne lata Majlewski poświęcił działalności społecznej. Jako przedstawiciel dworiaństwa powiatu sierpuchowskiego (gubernia moskiewska) 19 listopada 1865 roku wszedł w skład komisji zajmującej się księgami rodów szlacheckich. Od 18 kwietnia 1866 roku pełnił przez 4 kolejne kadencje (ostatnia niepełna) funkcję honorowego sędziego pokoju w okręgu sierpuchowskim (od 13 maja tegoż roku był tam też stałym członkiem zjazdu sędziów pokoju). Dodatkowo w 1868 roku został wybrany na poziomie powiatu marszałkiem szlachty (8 maja) oraz przewodniczącym ziemstwa (15 października).
Ponowną służbę rozpoczął 26 lutego 1876 roku w turkiestańskim generał-gubernatorstwie w charakterze pomocnika naczelnika Turkiestańskiego Okręgu Wojskowego, wkrótce – 8 marca – awansowano go do stopnia pułkownika (VI ranga wojskowa). W roku 1877 trzykrotnie zmieniał się jego przydział: 19 lipca podporządkowany generał-gubernatorowi i wojennemu gubernatorowi obwodu syrdyjskiego, 5 września oficjalnie mianowany pomocnikiem ostatniego oraz przewodniczącym rządu w Taszkiencie, zaś od 20 września sam pełnił obowiązki gubernatora wojennego tego obwodu. Ostatnią funkcję złożył 20 lutego 1878 roku.
W 1884 roku przeniesiony do Królestwa Polskiego. Od 7 sierpnia podporządkowany naczelnikowi Warszawskiego Okręgu Wojskowego. W przeciągu kilku miesięcy przeszedł do służby cywilnej, o czym zaświadczała nadana mu 22 marca 1884 roku ranga rzeczywistego radcy stanu (IV ranga cywilna). Przez trzy miesiące sprawował urząd wicegubernatora kieleckiego (objął go po Jewgieniju Subbotkinie 12 kwietnia tegoż roku zaś przekazał 5 lipca Iwanowi Podgorodnikowi). Następnie pełnił analogiczny urząd w guberni siedleckiej (poprzednik Iwan Zauszkiewicz, następca Nikołaj Iwanienko), zaś 12 lipca 1888 roku zastąpił Arkadija Tołoczanowa na stanowisku gubernatora radomskiego. W Radomiu od 5 października 1888 roku przewodził miejscowemu cerkiewnemu komitetowi opiekuńczemu, zaś od 21 stycznia 1890 roku również funkcjonującemu przy nim komitetowi zajmującemu się budową dziecięcego przytułku. Jego służba została doceniona 30 sierpnia 1894 roku awansem do rangi tajnego radcy (III ranga cywilna). Z działalności państwowej zrezygnował 19 października następnego roku, tłumacząc to problemami zdrowotnymi. Zezwolono mu na posługiwanie się otrzymaną rangą i przyporządkowanym jej mundurem.
Michaił Majlewski spędzał emeryturę w Sankt Petersburgu, gdzie mieszkał pod adresami: Suworowskij prospekt 7, Smolnyj prospekt 7 mieszkania 24, Ligowskij prospekt 18, ulica Italianskaja 38. Żył jeszcze 1 stycznia 1917 roku. Jego dalsze losy są nieznane.

## Odznaczenia
Michaił Aleksandrowicz był kawalerem następujących orderów:
Ordery rosyjskie
- Order Świętego Stanisława:

1. III klasa – 26 sierpnia 1856 roku,
2. II klasa – 30 sierpnia 1860 roku,
3. I klasa – 5 kwietnia 1887 roku[2].

- Order Świętej Anny:

1. III klasa – 30 sierpnia 1857 roku,
2. II klasa – 15 września 1869 roku,
3. I klasa – 1 kwietnia 1890 roku[2].

- Order Świętego Włodzimierza:

1. IV klasa – 1877 rok,
2. III klasa – 1878 rok[2].

Medale
- Medal Pamiątkowy Wojny Krymskiej w Latach 1853–56 – 26 sierpnia 1856 roku[2].

Dodatkowo Majlewski otrzymał 19 lutego 1855 roku oficjalne wyrazy wdzięczności od Aleksandra II w związku z objęciem tronu po Mikołaju I.

## Rodzina
Ojcem Michaiłą był Aleksandr Michajłowicz Majlewski (ur. 1791 lub 1792, zm. 18 października 1830), w latach 1813–1821 oficer w Lejb-Gwardyjskim Pułku Huzarów Jego Wysokości. Matką była Aleksandra Piotrowna Buturlina (ur. 1800, zm. 21 stycznia 1874). Michaił Majlewski miał 3 starsze siostry: Aleksandrę, Marię i Olgę.
Ożenił się z Marią Gieorgijewną (ur. przed 1848, zm. po 1901). Doczekali się jednej córki – urodzonej w Radomiu 14 marca 1889 roku Marii, zamężnej z kapitanem Brandtem. Zatrudniona w leningradzkim Ermitażu jako pracownik naukowy, zmarła w tym mieście podczas jego blokady w 1942 roku.